# عبد الكريم عائض آل طالع الشهراني
عبد الكريم عائض آل طالع الشهراني كاتب ومفكر سعودي ومحامي ومحكم دولي.

## نشأته وتعليمه
ولد في تندحة في بلاد شهران بالقرب من مدينة خميس مشيط في جنوب المملكة العربية السعودية صباح يوم الجمعة الثالث عشر من رمضان عام 1379 هـ الموافق 11 مارس 1960.

## تعليمه
تلقى تعليمه المتوسط ( الإعدادي ) والثانوي في المعهد العلمي التابع لجامعة الإمام محمد بن سعود، ثم التحق بكلية الملك فيصل الجوية بالرياض عام 1397هـ 1977 م ليحصل بعد ثلاث سنوات على درجة البكالوريوس في العلوم العسكرية، ثم التحق بكلية الشريعة
التابع لجامعة الملك الإمام محمد بن سعود منتسباً ليحصل على البكالوريوس عام 1412هـ - 1991م في الشريعة، كما حصل على الماجستير في القيادة من كلية القيادة والأركان عام 1418هـ ـ 1997م، والماجستير والدكتوراة في علم النفس (فلسفة) من الجامعة الأميركية في بريطانيا 1424هـ 2003م.

## مناصب
تخرج من كلية الملك فيصل الجوية برتبة ملازم عام 1400هـ 1980م
وتنقل في الوظائف القيادية في مختلف القواعد الجوية حتى تقاعد مبكراً برتبة عميد فني ركن عام 1428هـ 2008م
وهو الآن:
- محامي سعودي معتمد من وزارة العدل.
- عضو اتحاد المحامين العرب .
- قاضي تسوية المنازعات بالمحكمة الدولية ( لندن )
- زميل اتحاد التحكيم الدولي AIA ( بروكسل )
- عضو اتحاد الوسطاء الشباب الدولي AYM
- محكم دولي في هيئة مستشاري الأكاديمية الدولية للوساطة والتحكيم.
- ألقى عدد من المحاضرات والندوات في التاريخ والأدب كان أولها في خميس مشيط عام 1405هـ وهي أول محاضرة تقيمها جمعية الثقافة والفنون في عسير.
- ألقى عدداً من المحاضرات في أمريكا للتعريف بالإسلام والسعودية وبالقضية الفلسطينية عام 1985م وقد حصل على شكر وتقدير من بعض القيادات هناك بصورة رسمية.
- درّس كمعلم غير متفرغ في كلية الملك فيصل الجوية خلال عامي 1984 – 1985م.
- حاضر في معهد الدراسات الفنية الجوية وبعض القواعد الجوية. من عام 1988م إلى تاريخ تقاعده.

## مؤلفاته
1. قبيلة شهران بين الماضي والحاضر ( بحوث تاريخية وجغرافية واجتماعية ) المطابع الأهلية – الرياض، عام 1404هـ - 1984م ويعتبر الآن المرجع الرئيسي لتأريخ وجغرافية القبيلة.
2. العاشق والغزاة ( رواية في التاريخ الاجتماعي ) 2007م، الناشر دار الكفاح.
3. نحن وهم والقدر ( رواية ) 2007م الناشر دار الكفاح.
4. التدين وأثره في الصحة والتوافق النفسي، 2011م. الناشر دار الكفاح.
5. ثعالب الكهان في بلاط السلاطين ( رواية ) 2011م. الناشر دار الكفاح.

### مؤلفات مخطوطة
1. ليلة في بيت القسيس . مواقف ورسائل دعوية عام 1405هـ - 1985م ( مخطوط )
2. معجم قبائل الجنوب من بيشة إلى الحدود . انتهى من تأليفه في جزأين عام1406هـ - 1986م. توقف عن طباعته لاكتشافه أخطاء هامة في المراجع التي استقى منها.
3. العجب في أخبار شعراء العرب . تم فسحه لأول مرة للطباعة 1410هـ - 1990م ( وهو الآن تحت الطباعة في دار الكفاح ).
4. هكذا تذوب الصخور . كتاب في الإقناع ( مخطوط ).
5. الأمن الوطني الواقع والمأمول ( تم فسحه عام 2011 ) توقف عن طباعته بعد أحداث الربيع العربي.
6. مرويات أجدادنا الشعبية ( مخطوط ).
7. أحكام الحجاب بين الشريعة والعادة ( مخطوط ).
8. المبسط في فهم القواعد الفقهية ( مخطوط ).